# Kanton Limoges-Puy-las-Rodas
Der Kanton Limoges-Puy-las-Rodas war von 1982 bis 2015 ein französischer Wahlkreis im Arrondissement Limoges, im Département Haute-Vienne und in der Region Limousin.
Der Kanton bestand aus einem Teil der Stadt Limoges. Die Bevölkerungszahl betrug am 1. Januar 2012 insgesamt 9505 Einwohner. 